# Kamień Koszyrski
Kamień Koszyrski (ukr. Камінь-Каширський) – miasto na Ukrainie i stolica rejonu w obwodzie wołyńskim.
Pierwotnie było prywatnym miastem szlacheckim w XVI wieku. W okresie I Rzeczypospolitej miejscowość administracyjnie należała do województwa wołyńskiego, a w okresie II Rzeczypospolitej do województwa poleskiego.

## Historia
Król Polski Kazimierz III Wielki wzniósł tu zamek obronny. W 1430 r. Kamień Koszyrski otrzymał prawa miejskie. Miasto należało do rodu Sanguszków. Adam Aleksander Sanguszko ufundował w 1628 r. klasztor dominikański. W 1649 r. zamek został doszczętnie zniszczony. Po 1653 r. własność Krasickich.
W 1916 doprowadzono do miasta linię kolejową i powstała stacja Kamień Koszyrski.
W latach 1921–1939 stolica powiatu koszyrskiego i gminy Kamień Koszyrski w województwie poleskim II RP. Kamień Koszyrski był wówczas zamieszkany w większości przez ludność żydowską.
Po agresji ZSRR na Polskę w Kamieniu Koszyrskim był więziony przez Sowietów Jan Kobyrski – kapitan piechoty Wojska Polskiego, zamordowany w czasie zbrodni katyńskiej.
Po ataku Niemiec na ZSRR siły sowieckie opuściły miasto 26 czerwca, podczas gdy Niemcy zajęli je 28 czerwca 1941. Okres przejściowy chłopi z okolicznych wsi wykorzystali do grabienia żydowskicego mienia; doszło do pogromu, w którym zginęło 2 Żydów. 1 sierpnia 1941 żołnierze 2. pułku kawalerii SS zastrzelili tutaj 8 Żydów. 22 sierpnia 1941 oddział policji podległy Eisatzgruppe C rozstrzelał około 80 żydowskich mężczyzn z Kamienia Koszyrskiego w lesie odległym około 5 km od miasta. Podczas okupacji hitlerowskiej, w czerwcu 1942 roku Niemcy utworzyli getto dla żydowskich mieszkańców. Przebywało w nim około 4000 osób. 2 listopada 1942 roku Niemcy zlikwidowali getto, a Żydów zamordowali. Mieszkający tutaj Polacy - Larysa Barancewicz, Michał i Karolina Banachowie oraz Ludwika Piasecka - udzielali pomocy Żydom, za co po wojnie Instytut Jad Waszem uhonorował ich tytułami Sprawiedliwych wśród Narodów Świata.
19 sierpnia 1943 r. ukraińscy nacjonaliści (batalion „Nazara-Krygi”, sotnia „Łysego” i sotnia „Kubika”) zaatakowali Kamień Koszyrski, gdzie zamordowali 120 Polaków. W wyniku potyczki z żołnierzami niemieckiego garnizonu rannych zostało dwóch partyzantów UPA. Kilka dni później, 24 sierpnia został przez Niemców rozstrzelany proboszcz miejscowej parafii rzymskokatolickiej ks. Leopold Aulich oraz wikariusz ks. Kazimierz Rybałtowski, w odwecie za współpracę z polskim podziemiem lub pomoc okazywaną prześladowanym Żydom. Niektóre źródła podają jako datę śmierci dzień 26 lipca 1943 roku. Obaj zostali pochowani niedaleko kościoła w Kamieniu Koszyrskim.

## Zabytki
- Ruiny zamku[14]
- Kaplica klasztoru dominikańskiego z XVII w.
- Cerkiew Narodzenia Matki Bożej z 1723 r.

## Struktury wyznaniowe
W 2014 r. Kamień Koszyrski był centrum jednego z dekanatów eparchii wołyńskiej Ukraińskiego Kościoła Prawosławnego Patriarchatu Moskiewskiego. Czynne były dwie cerkwie: św. Eliasza (spłonęła w 2015 r.) oraz Narodzenia Matki Bożej.
W 2019 r. rozpoczęto odbudowę cerkwi św. Eliasza.

## Urodzeni w Kamieniu Koszyrskim
- Zbigniew Pawłowicz – polski lekarz, senator i poseł na Sejm
- Ołeś Sanin – ukraiński filmowiec, muzyk i rzeźbiarz
- Władysław Zajdler – żołnierz Armii Krajowej i powstaniec warszawski

## Galeria

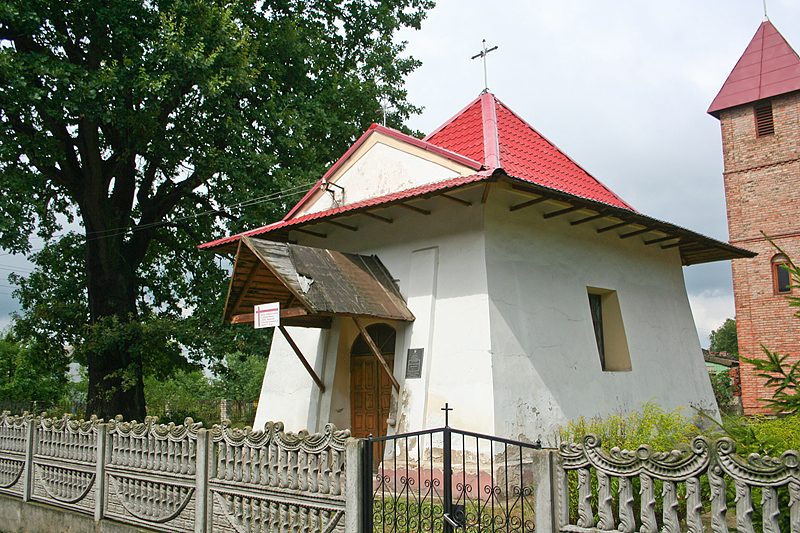
Kaplica klasztoru dominikanów
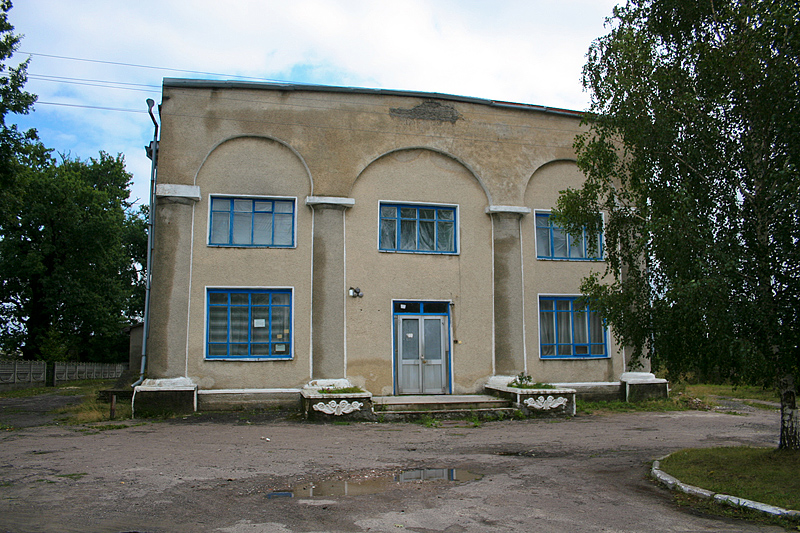
Kościół dominikanów z XVII w., przebudowany
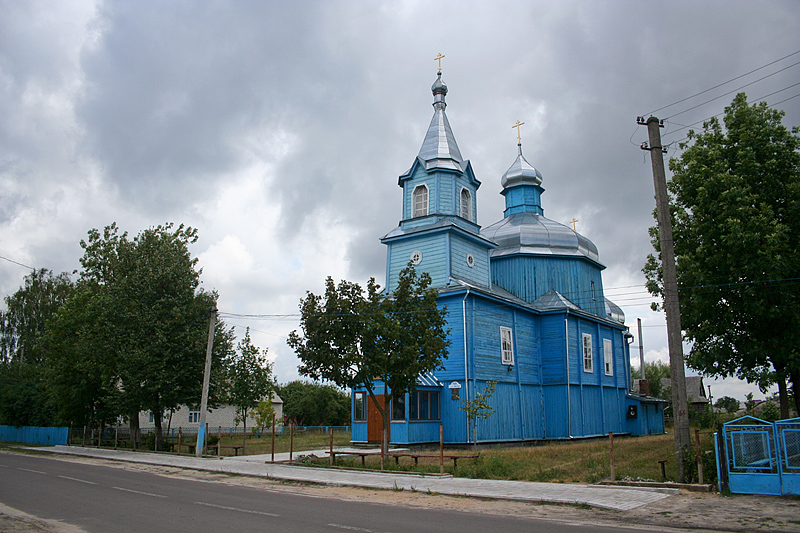
Cerkiew Narodzenia Matki Bożej
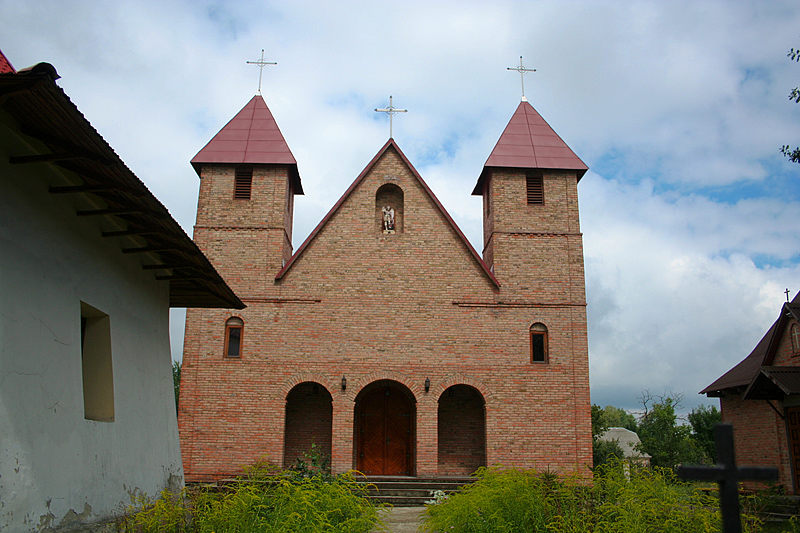
Kościół pw. Archanioła Michała
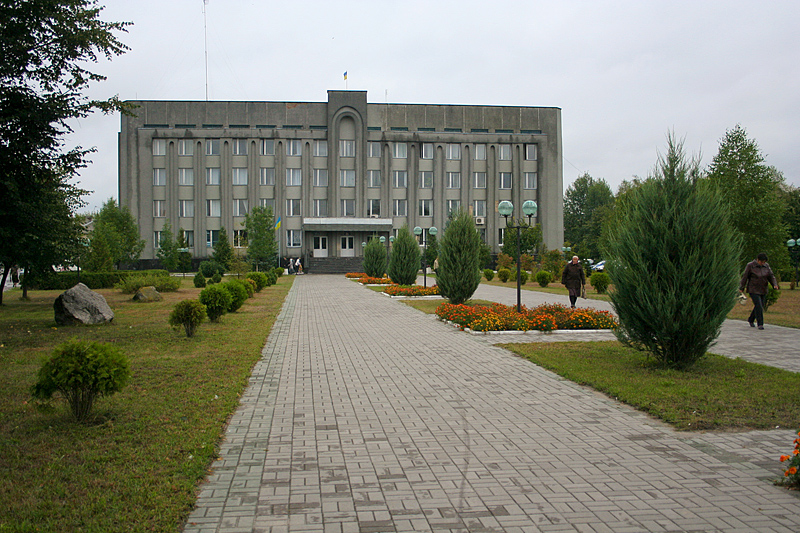
Siedziba władz lokalnych
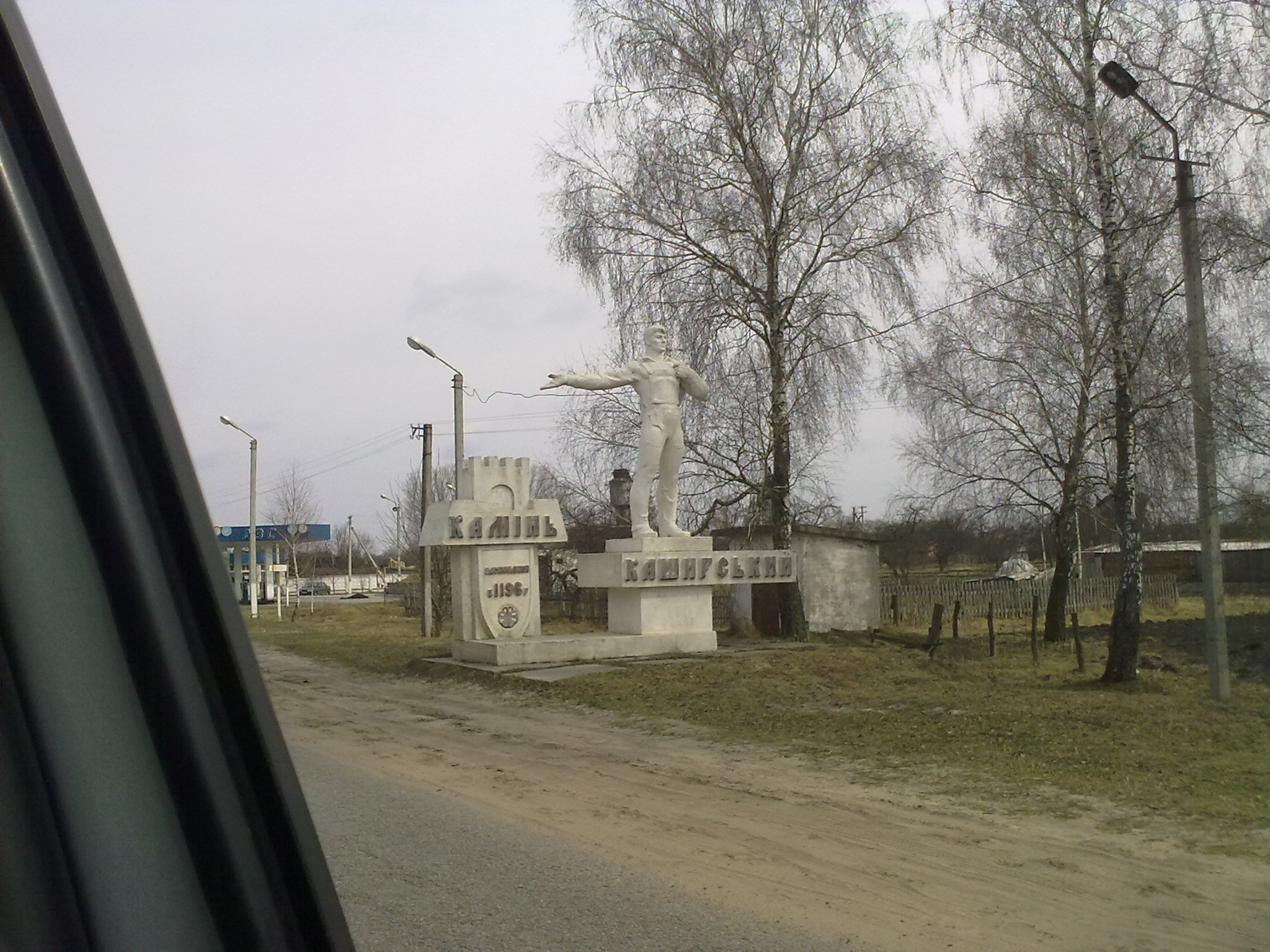
Pomnik "Witamy w Kamieniu Koszyrskim"

## Miasta partnerskie
- Międzyrzec Podlaski, Polska